# HMS W3
Pour les articles homonymes, voir W3.
Le HMS W3 est un sous-marin britannique de classe W construit pour la Royal Navy par Armstrong Whitworth. Sa quille est posée le 7 mars 1914, il a été lancé le 29 juillet 1915 et mis en service en février 1916.

## Conception
La classe W est basée sur le dessin des bateaux français Schneider-Laubeuf. Seuls quatre sous-marins de classe W ont été construits entre 1913 et 1916. La conception des W3 et W4 a été fortement modifiée pour répondre aux exigences de la Royal Navy, ce qui a permis de surmonter certaines des lacunes de la conception "sur étagère". En particulier, les systèmes de lancement latéral de torpilles dits « colliers de largage Drzewiecki » ont été supprimés sur ces deux derniers sous-marins.
La classe W avait de très bonnes performances, avec un excellent contrôle de la plongée et des systèmes efficaces de ventilation et d'inondation. La classe W avait des problèmes d'habitabilité, mais à part cela, c'étaient de bons sous-marins.

## Engagements
Le W3 a servi pendant plus d’un an dans la Royal Navy, puis, avec ses trois navires-jumeaux (sister-ships), il a été acheté par la Regia Marina qui avait l’intention de renforcer sa composante sous-marine.
Le lieutenant Ugo Cosentini, le nouveau commandant du bâtiment, l’a pris en compte à Portsmouth et l’a emmené à la base navale de Brindisi. Basé dans ce port des Pouilles, le sous-marin fait partie de la 3e escadrille de sous-marins. À partir de décembre 1916, il a effectué trois missions dans le sud de la mer Adriatique, le long des routes commerciales et autour des ports austro-hongrois, mais n’a pas vu de navires ennemis.
En janvier 1918, le lieutenant Silvio Arata prend le commandement du sous-marin. Sous ses ordres, le W3 accomplit neuf autres missions. Désarmé à la fin de la guerre, il est radié en 1919 et démoli.